# Cyril M. Kornbluth
Cyril M. Kornbluth (* 23. Juli 1923 in New York; † 21. März 1958 in Chicago) war ein US-amerikanischer Science-Fiction-Autor und Mitglied der Futurians.

## Leben
Kornbluth war Sohn polnisch-jüdischer Einwanderer und wuchs in New York auf. Er wurde bereits in jungen Jahren Mitglied der Futurians, einer einflussreichen Gruppe von SF-Autoren, in der er Freundschaft mit wichtigen Autoren und Herausgebern schloss, wie Isaac Asimov, Frederik Pohl und Donald A. Wollheim, und seine spätere Frau kennenlernte. Er diente während des Zweiten Weltkriegs in der amerikanischen Armee und wurde mit einem Bronze Star für seinen Einsatz bei den Schweren Maschinengewehren während der Ardennenoffensive ausgezeichnet. Nach dem Krieg beendete er sein durch die Einberufung unterbrochenes Studium an der Universität Chicago.
Er starb im Alter von 34 Jahren auf einem Bahnsteig an einem Herzanfall, nachdem er gerannt war, um seinen Zug noch zu erreichen.

## Werk
Bekannte Kurzgeschichten von ihm sind The Little Black Bag (für die er 2001 posthum den „Retro-“Hugo Award verliehen bekam), The Marching Morons, The Altar at Midnight, Ms. Found in a Chinese Fortune Cookie, Gomez und The Advent on Channel Twelve. Die wohl bekannteste, The Marching Morons, beschreibt satirisch eine überbevölkerte Welt, die aus einigen wenigen Genies und vielen dummen Leuten besteht, wobei die Genies verzweifelt im Hintergrund arbeiten, um die Welt am Laufen zu halten. Das Interessante daran ist, dass der Leser beginnt, sich mit den unterdrückten Genies zu identifizieren.
Kornbluth schrieb in den 1950er Jahren gemeinsam mit Frederik Pohl den Roman The Space Merchants (auf Deutsch Eine Handvoll Venus und ehrbare Kaufleute), eine düstere Zukunftsvision einer überbevölkerten Erde, auf der die Masse der Menschen von den Führern weniger rivalisierender Großkonzerne unterdrückt wird.
Er benutzte eine Reihe von Pseudonymen wie Cecil Corwin, S. D. Gottesman, Edward J. Bellin, Kenneth Falconer, Walter C. Davies, Simon Eisner, und Jordan Park (die beiden letzteren für seine Arbeiten, die nicht dem Science-Fiction-Genre angehörten). Die gemeinsam mit Judith Merril geschriebenen Romane erschienen unter dem gemeinsamen Namen Cyril Judd.
Seine gesammelten Kurzgeschichten wurden 1997 unter His Share of Glory: The Complete Short Fiction of C. M. Kornbluth veröffentlicht.

## Auszeichnungen
- 1973: Hugo Award für die Kurzgeschichte The Meeting (mit Frederik Pohl)
- 1986: Prometheus Award für den Roman The Syndic
- 2001: Retro Hugo Award für die Erzählung The Little Black Bag

## Bibliografie

### Romane
- Mars Child (1951, auch als Outpost Mars, 1952, mit Judith Merril, als Cyril Judd, auch als Sin in Space, 1952, als Cyril Judd)
  - Deutsch: Kinder des Mars. In: Galaxis Science Fiction #3–#6, Moewig, 1958. Auch als: Kinder des Mars. Übersetzt von Lothar Heinecke. Moewig (Terra Extra #152), 1967. Auch als: Außenstation Mars. Übersetzt von Uwe Anton. Ullstein 2000 #31087, 1984, ISBN 3-548-31087-7.
- The Space Merchants (1953, ursprünglich als Gravy Planet, 1952, mit Frederik Pohl)
  - Deutsch: Eine Handvoll Venus und ehrbare Kaufleute. Übersetzt von Helga Wingert-Uhde. Marion von Schröder (Science Fiction & Fantastica), 1971, ISBN 3-547-77546-9. Auch: Heyne (Bibliothek der Science Fiction Literatur #4), 1982, ISBN 3-453-30794-1. Auch als: Eine Handvoll Venus. Übersetzt von Helga Wingert-Uhde, überarbeitet von Werner Bauer. Heyne (Meisterwerke der Science Fiction), 2008, ISBN 978-3-453-52394-4.
- Gunner Cade (1952, mit Judith Merril, auch als Cyril Judd)
  - Deutsch: Der Verräter. Pabel (Utopia-Großband #72), 1958. Auch als: Die Rebellion des Schützen Cade. Übersetzt von Birgit Reß-Bohusch. Ullstein 2000 #10 (2839), 1971, ISBN 3-548-12839-4.
- Takeoff (1952)
  - Deutsch: Start zum Mond. Übersetzt von Walter K. Baumann. Pabel (Utopia-Großband #76), 1958.
- The Naked Storm (1952, als Simon Eisner)
- The Syndic (1953)
  - Deutsch: Schwarze Dynastie. Übersetzt von F. Klaus. Pabel (Utopia Kriminal #24), 1957. Auch als: Schwarze Dynastie. Übersetzt von Leni Sobez. Pabel (Terra Taschenbuch #245), 1974. Auch als: Schwarze Dynastie. Übersetzt von Peter Robert. Bastei Lübbe SF-Bestseller #22087, 1986, ISBN 3-404-22087-0.
- Half (1953, als Jordan Park)
- Valerie (1953, als Jordan Park)
- Search the Sky (1954, mit Frederik Pohl)
  - Deutsch: Die letzte Antwort. Balowa Bestseller des Kosmos #222, 1960. Auch als: Die letzte Antwort. Übersetzt von Walter Ernsting. Moewig (Terra #178), 1961. Auch als: Die letzte Antwort. Übersetzt von Fritz Steinberg. Heyne SF&F #3321, 1972. Auch als: Die letzte Antwort. Bastei Lübbe Science Fiction Bestseller #22086, 1986, ISBN 3-404-22086-2.
- Gladiator at Law (1954, mit Frederik Pohl)
  - Deutsch: Gladiator des Rechts. Balowa Bestseller des Kosmos #312, 1962. Auch als: Moewig (Terra Utopische Romane#Liste der Titel Terra #402), 1962. Auch als: Die gläsernen Affen. Übersetzt von Tony Westermayr. Goldmann-SF #0224, 1976, ISBN 3-442-23224-4.
- Not This August (1955, auch als: Christmas Eve, 1956)
  - Deutsch: Nicht in diesem August. Bastei Lübbe SF-Bestseller #22078, 1985, 3-404-22078.
- A Town Is Drowning (1955, mit Frederik Pohl)
- Presidential Year (1956, mit Frederik Pohl)
- Sorority House (1956, mit Frederik Pohl, als Jordan Park)
- Wolfbane (1957, 1959, mit Frederik Pohl)
  - Deutsch: Welt auf neuen Bahnen. Übersetzt von Tony Westermayr. Goldmanns Weltraum-Taschenbücher #0136, 1972, ISBN 3-442-23136-1.
- The Man of Cold Rages (1958, mit Frederik Pohl, als Jordan Park)

### Sammlungen
- The Explorers (1954)
- The Mindworm and Other Stories (1955)
- A Mile Beyond the Moon (1958)
  - Deutsch: Die Worte des Guru. Übersetzt von Tony Westermayr. Goldmann SF #0194, 1974, ISBN 3-442-23194-9.
- The Marching Morons (1959)
- The Wonder Effect (1962, mit Frederik Pohl)
  - Deutsch: Katalysatoren. Übersetzt von Tony Westermayr. Goldmann SF #0251, 1977, ISBN 3-442-23251-1.
- Best SF Stories of C. M. Kornbluth (1968)
  - Deutsch: Herold im All. Übersetzt von Hans-Ulrich Nichau. Goldmanns Weltraum Taschenbücher #0108, 1969.
- Thirteen O’Clock and Other Zero Hours (1970)
- The Best of C. M. Kornbluth (1976)
- Critical Mass (1977, mit Frederik Pohl)
- Before the Universe (1980, mit Frederik Pohl)
- Our Best: The Best of Frederik Pohl and C. M. Kornbluth (1987, mit Frederik Pohl)
- His Share of Glory: The Complete Short Science Fiction of C. M. Kornbluth (1997)
- Eight Worlds of C. M. Kornbluth (2010)
- The 34th Golden Age of Science Fiction Megapack (2016)

Deutsche Zusammenstellungen
- Der Altar um Mitternacht. Science-fiction-Geschichten. Übersetzt von Franz Rottensteiner. Suhrkamp (Phantastische Bibliothek #189), 1987, ISBN 3-518-37859-7.
- Der Gedankenwurm. Phantastische Geschichten. Übersetzt von Franz Rottensteiner. Suhrkamp (Phantastische Bibliothek  #195), 1987. ISBN 3-518-37934-8.

### Kurzgeschichten
- The Purchase of the Crame (1939)
- The Rocket of 1955 (1939, auch als Cecil Corwin)
- Before the Universe (1940, mit Frederik Pohl, als S. D. Gottesman)
- King Cole of Pluto (1940, als S. D. Gottesman)
- Nova Midplane (1940, mit Frederik Pohl, als S. D. Gottesman)
- Trouble in Time (1940, mit Frederik Pohl, als S. D. Gottesman)
  - Deutsch: Der Fehler in der Prämisse. In: Katalysatoren. 1977.
- Vacant World (1940, mit Frederik Pohl und Dirk Wylie, als Dirk Wylie)
- Stepsons of Mars (1940, mit Dirk Wylie und Richard Wilson, als Ivar Towers)
- Best Friend (1941, mit Frederik Pohl, auch als S. D. Gottesman)
  - Deutsch: Die Stimme seines Herrn. In: Katalysatoren. 1977.
- Callistan Tomb (1941, mit Frederik Pohl, als Paul Dennis Lavond)
- Sir Mallory’s Magnitude (1941, als S. D. Gottesman)
- Thirteen O’Clock (combined version) (1941)
- Dead Center (1941, als S. D. Gottesman)
- Thirteen O’Clock (1941, auch als Cecil Corwin)
  - Deutsch: Dreizehn Uhr. Übersetzt von Birgit Reß-Bohusch. In: Terry Carr, Martin Harry Greenberg (Hrsg.): Traumreich der Magie: Höhepunkte der modernen Fantasy. Heyne SF&F  #4254, 1985, ISBN 3-453-31262-7. Auch als: Dreizehn Uhr. In: Der Gedankenwurm. 1987.
- Return from M-15 (1941, als S. D. Gottesman)
- The Martians Are Coming (1941, mit Donald A. Wollheim, als Robert A. W. Lowndes)
- The Psychological Regulator (1941, als Arthur Cooke)
- The Reversible Revolutions (1941, als Cecil Corwin)
- A Prince of Pluto (1941, mit Frederik Pohl, als Paul Dennis Lavond)
- Exiles of New Planet (1941, mit Frederik Pohl und Robert A. W. Lowndes, als Paul Dennis Lavond)
- The Castle on Outerplanet (1941, mit Frederik Pohl und Robert A. W. Lowndes, auch als S. D. Gottesman)
- Dimension of Darkness (1941, als S. D. Gottesman)
- No Place to Go (1941, als Edward J. Bellin)
- What Sorghum Says (1941, als Cecil Corwin)
- Forgotten Tongue (1941, als Walter C. Davies)
- Kazam Collects (1941, auch als S. D. Gottesman)
  - Deutsch: Kazam oder das Paradies. In: Die Worte des Guru. 1974. Auch als: Kazam begleicht eine Rechnung. In: Der Gedankenwurm. 1987.
- Mr. Packer Goes to Hell (1941, als Cecil Corwin)
- The Words of Guru (1941, auch als Kenneth Falconer)
  - Deutsch: Die Worte des Guru. In: Die Worte des Guru. 1974. Auch als: Die Worte des Guru. Übersetzt von Eva Malsch. In: Isaac Asimov (Hrsg.): Die besten Stories von 1941. Moewig (Playboy Science Fiction #6713), 1981, ISBN 3-8118-6713-X. Auch als: Die Worte des Gurus. In: Der Gedankenwurm. 1987.
- Fire-Power (1941, als S. D. Gottesman)
- Interference (1941, als Walter C. Davies)
- The City in the Sofa (1941, als Cecil Corwin)
- Mars-Tube (1941, mit Frederik Pohl, auch als S. D. Gottesman)
  - Deutsch: Mars-Tunnel. In: Katalysatoren. 1977.
- Crisis! (1942, als Cecil Corwin)
- Einstein’s Planetoid (1942, mit Frederik Pohl und Robert A. W. Lowndes, als Paul Dennis Lavond)
- Masquerade (1942, als Kenneth Falconer)
- The Golden Road (1942, als Cecil Corwin)
- The Perfect Invasion (1942, als S. D. Gottesman)
- The Core (1942, als S. D. Gottesman)
- The Objective Approach (1942)
- An Old Neptunian Custom (1942, mit Frederik Pohl, als Scott Mariner)
- The Extrapolated Dimwit (1942, mit Robert A. W. Lowndes und Frederik Pohl)
- Beer-Bottle Polka (1946)
- The Only Thing We Learn (1949)
  - Deutsch: Was wir lernen. In: Herold im All. 1969. Auch als: Das einzige, was wir lernen. In: Der Altar um Mitternacht. 1987.
- The Little Black Bag (1950)
  - Deutsch: Die kleine schwarze Tasche. In: Herold im All. 1969. Auch als Die kleine schwarze Tasche. Übersetzt von Birgit Reß-Bohusch. In: Arthur C. Clarke (Hrsg.): Komet der Blindheit. Heyne SF&F #3239/3240, 1971. Auch als: Die kleine schwarze Tasche. In: Der Altar um Mitternacht. 1987.
- Iteration (1950)
- The Silly Season (1950)
  - Deutsch: Sauregurkenzeit. Übersetzt von Heinz Zwack. In: Donald A. Wollheim (Hrsg.): Die Erde in Gefahr. Moewig (Terra #356), 1964. Auch als: Die Sauregurkenzeit. In: Herold im All. 1969. Auch als: Sauregurkenzeit. In: Der Gedankenwurm. 1987.
- The Mindworm (1950)
  - Deutsch: Der Gedankenfresser. In: Herold im All. 1969. Auch als: Der Gedankenschmarotzer. Übersetzt von Bernd Lenz. In: Bill Pronzini, Barry Malzberg & Martin Greenberg (Hrsg.): Unheimliches. Horror und übersinnliche Geschichten. Heyne Jubiläumsbände #9, München, 1985, ISBN 3-453-37009-0. Auch als: Der Gedankenwurm. In: Der Gedankenwurm. 1987.
- Friend to Man (1951)
  - Deutsch: Menschenfreund. In: Herold im All. 1969. Auch als: Freund des Menschen. In:  Der Gedankenwurm. 1987.
- The Marching Morons (1951)
  - Deutsch: Der Marsch der Idioten. In: Herold im All. 1969. Auch als: Der Marsch der Idioten. Übersetzt von Uwe Anton In: Ben Bova & Wolfgang Jeschke (Hrsg.): Titan 10. Heyne SF&F #3633, 1979, ISBN 3-453-30545-0. Auch als: Der Vorbeimarsch der Schwachköpfe In: Der Altar um Mitternacht. 1987.
- With These Hands (1951)
  - Deutsch: Mit diesen Händen. In: Herold im All. 1969. Auch als: Von eigener Hand. In: Der Altar um Mitternacht. 1987.
- That Share of Glory (1952)
  - Deutsch: Herold im All. In: Herold im All. 1969. Auch als: Der Teil des Ruhms. In: Der Gedankenwurm. 1987.
- The Luckiest Man in Denv (1952, als Simon Eisner)
  - Deutsch: Der glücklichste Mensch in Denv. Übersetzt von Joachim Körber. In: H. J. Alpers (Hrsg.): Metropolis brennt! Moewig Science Fiction #3591, 1982, ISBN 3-8118-3591-2. Auch als: Der glücklichste Mensch in Denv. In: Der Altar um Mitternacht. 1987.
- Make Mine Mars (1952)
  - Deutsch: Der korrupte Planet. In: Die Worte des Guru. 1974.
- The Altar at Midnight (1952)
  - Deutsch: Der Altar um Mitternacht. In: Galaxis Science Fiction, #10. Moewig, 1958. Auch als: Opfer für die Menschheit. In: Herold im All. 1969. Auch als: Der Altar um Mitternacht. Übersetzt von Joachim Körber. In: H. J. Alpers & Werner Fuchs (Hrsg.): Die Fünfziger Jahre I. Edition SF im Hohenheim Verlag, 1981, ISBN 3-8147-0010-4. Auch als: Der Altar um Mitternacht. In: Der Altar um Mitternacht. 1987.
- The Goodly Creatures (1952)
  - Deutsch: Die herrlichen Geschöpfe. In: Der Gedankenwurm. 1987.
- The Mask of Demeter (1953, mit Donald A. Wollheim)
- The Remorseful (1953)
  - Deutsch: Die Reuigen. Übersetzt von Yoma Cap. In: Frederik Pohl & Wolfgang Jeschke (Hrsg.): Titan 1. Heyne SF&F #3487, 1976, ISBN 3-453-30357-1.
- Time Bum (1953)
  - Deutsch: Das Zeitgericht. In: Die Worte des Guru. 1974.
- Dominoes (1953)
  - Deutsch: Domino. Übersetzt von Yoma Cap. In: Frederik Pohl & Wolfgang Jeschke (Hrsg.): Titan 1. Heyne SF&F #3487, 1976, ISBN 3-453-30357-1.
- Sea-Change (1953, mit Judith Merril, als Cyril Judd)
- The Adventurer (1953)
  - Deutsch: Der Abenteurer. In: Die Worte des Guru. 1974.
- The Meddlers (1953)
- Everybody Knows Joe (1953)
  - Deutsch: Das ist Joe!. In: Die Worte des Guru. 1974.
- Gomez (1954)
  - Deutsch: Gomez. In: Herold im All. 1969. Auch als: Gomez. In: Der Altar um Mitternacht. 1987.
- I Never Ask No Favors (1954)
  - Deutsch: Ich bitte nie um einen Gefallen. Übersetzt von Eva Malsch. In: Isaac Asimov, Martin H. Greenberg & Joseph Olander (Hrsg.): Sternenpost: 1. Zustellung. Moewig (Playboy Science Fiction #6733), 1983, ISBN 3-8118-6733-4. Auch als: Ich bitte nie um eine Gefälligkeit. In: Der Gedankenwurm. 1987.
- The Adventurers (1955)
- The Cosmic Charge Account (1956, auch als: The Cosmic Expense Account)
  - Deutsch: Bestseller. Übersetzt von Charlotte Winheller. In: Anthony Boucher (Hrsg.): 20 Science Fiction Stories. Heyne-Anthologien #2, 1963. Auch als: Wie man auf Pump vom Kosmos lebt. In: Der Gedankenwurm. 1987.
- The Engineer (1956, mit Frederik Pohl)
  - Deutsch: Vor allem – keine Panik. In: Katalysatoren. 1977.
- MS. Found in a Chinese Fortune Cookie (1957)
  - Deutsch: Die tragische Niederschrift eines Verschollenen. Übersetzt von Charlotte Winheller. In: Anthony Boucher (Hrsg.): 16 Science Fiction Stories. Heyne-Anthologien #5, 1964. Auch als: Manuskript, gefunden in einem chinesischen Glücksplätzchen. In: Der Gedankenwurm. 1987.
- The Education of Tigress Macardle (1957, auch als: The Education of Tigress McCardle)
- The Slave (1957)
- The Last Man Left in the Bar (1957)
  - Deutsch: Der letzte Mann an der Bar. In: Die Worte des Guru. 1974.
- Passion Pills (1958)
- The Events Leading Down to the Tragedy (1958)
  - Deutsch: Was die Tragödie herbeiführte. In: Die Worte des Guru. 1974.
- Virginia (1958)
  - Deutsch: Virginia. In: Die Worte des Guru. 1974.
- Reap the Dark Tide (1958, auch als: Shark Ship)
  - Deutsch: Schiff des Bösen. In: Die Worte des Guru. 1974. Auch als: Leben aus dem Meer. Übersetzt von Tony Westermayr. In: Martin H. Greenberg, Isaac Asimov & Charles G. Waugh (Hrsg.): Faszination der Science Fiction. Bastei Lübbe SF-Special #24068, 1985, ISBN 3-404-24068-5. Auch als: Schnitter des Meeres. In: Der Altar um Mitternacht. 1987.
- Theory of Rocketry (1958)
  - Deutsch: Theorie der Raketentechnik. In: Der Altar um Mitternacht. 1987.
- Two Dooms (1958)
- The Advent on Channel Twelve (1958)
  - Deutsch: Advent auf Kanal Zwölf. Übersetzt von Yoma Cap. In: Frederik Pohl & Wolfgang Jeschke (Hrsg.): Titan 2. Heyne SF&F #3507, 1976, ISBN 3-453-30397-0.
- Nightmare with Zeppelins (1958, mit Frederik Pohl)
  - Deutsch: Niemand würde es wagen. In: Katalysatoren. 1977.
- A Gentle Dying (1961, mit Frederik Pohl)
  - Deutsch: Sanftes Sterben. In: Katalysatoren. 1977.
- The Quaker Cannon (1961, mit Frederik Pohl)
  - Deutsch: Unternehmen Kerbsäge. In: Katalysatoren. 1977.
- The World of Myrion Flowers (1961, mit Frederik Pohl)
  - Deutsch: Die Welt des Myrion Flowers. In: Katalysatoren. 1977.
- A Hint of Henbane (1961, mit Frederik Pohl)
- Critical Mass (1962, mit Frederik Pohl)
  - Deutsch: Kettenreaktion. In: Katalysatoren. 1977.
- The Meeting (1972, mit Frederik Pohl)
  - Deutsch: Die Entscheidung. Übersetzt von Wulf Bergner. In: Wulf Bergner (Hrsg.): Ein Pegasus für Mrs. Bullitt. Heyne SF&F #3369, 1973, ISBN 3-453-30246-X.
- The Gift of Garigolli (1974, mit Frederik Pohl)
- Mute Inglorious Tam (1974, mit Frederik Pohl)
- Interplane Express (1988, mit Donald A. Wollheim)

### Sachliteratur
- The Science Fiction Novel (1959, mit Basil Davenport, Robert A. Heinlein, Alfred Bester & Robert Bloch)